# Valverde de Júcar
Valverde de Júcar es un municipio español de la provincia de Cuenca, en la comunidad autónoma de Castilla-La Mancha, ubicado en la ribera del río Júcar, río que le da nombre, y del río Gritos, coincidiendo con la cola del pantano de Alarcón.

## Geografía

### Ubicación
Valverde se encuentra a 840 metros de altitud, con coordenadas 39°43′ N y 2°12′ O.
La población más cercana es Hontecillas, a menos de 3 kilómetros por el camino viejo, aunque tras la construcción del pantano de Alarcón la mayor parte del tráfico entre ambas poblaciones circula por la carretera en un rodeo de unos cinco kilómetros. Otras poblaciones cercanas son Albaladejo del Cuende, Valera de Abajo y Villaverde y Pasaconsol. La cola del pantano de Alarcón inundó en 1958 el valle que da nombre al pueblo.

## Demografía
Valverde de Júcar cuenta con una población de 1097 habitantes (INE 2024).
| Gráfica de evolución demográfica de Valverde de Júcar entre 1842 y 2021                                                                                                |
| |
| Población de derecho según los censos de población del INE Población de hecho según los censos de población del INEEn estos censos se denominaba Valverde: 1842 y 1857 |

## Administración
| Periodo   | Nombre                         | Partido |
| --------- | ------------------------------ | ------- |
| 1979-1983 | Rafael Romero Uribes           | UCD     |
| 1983-1987 | Andrés Abad Ojeda              | PSOE    |
| 1987-1991 | Rafael Romero Uribes           | CDS     |
| 1991-1995 | Ángel Gabaldón Salcedo         | PSOE    |
| 1995-1999 | José Luis Martínez García      |         |
| 1999-2003 | Álvaro Ortiz Montero           | PP      |
| 2003-2007 | Miguel Ángel Gómez Alarcón     | PP      |
| 2007-2011 | Miguel Ángel Gómez Alarcón     | PP      |
| 2011-2015 | Pedro Luis Esteso Carnicero    | PP      |
| 2015-2019 | Álvaro Cárcamo López           | PSOE    |
| 2019-2023 | Juliana Paula Bautista Alarcón | PP      |

## Fiestas
Sus fiestas más importantes son: 

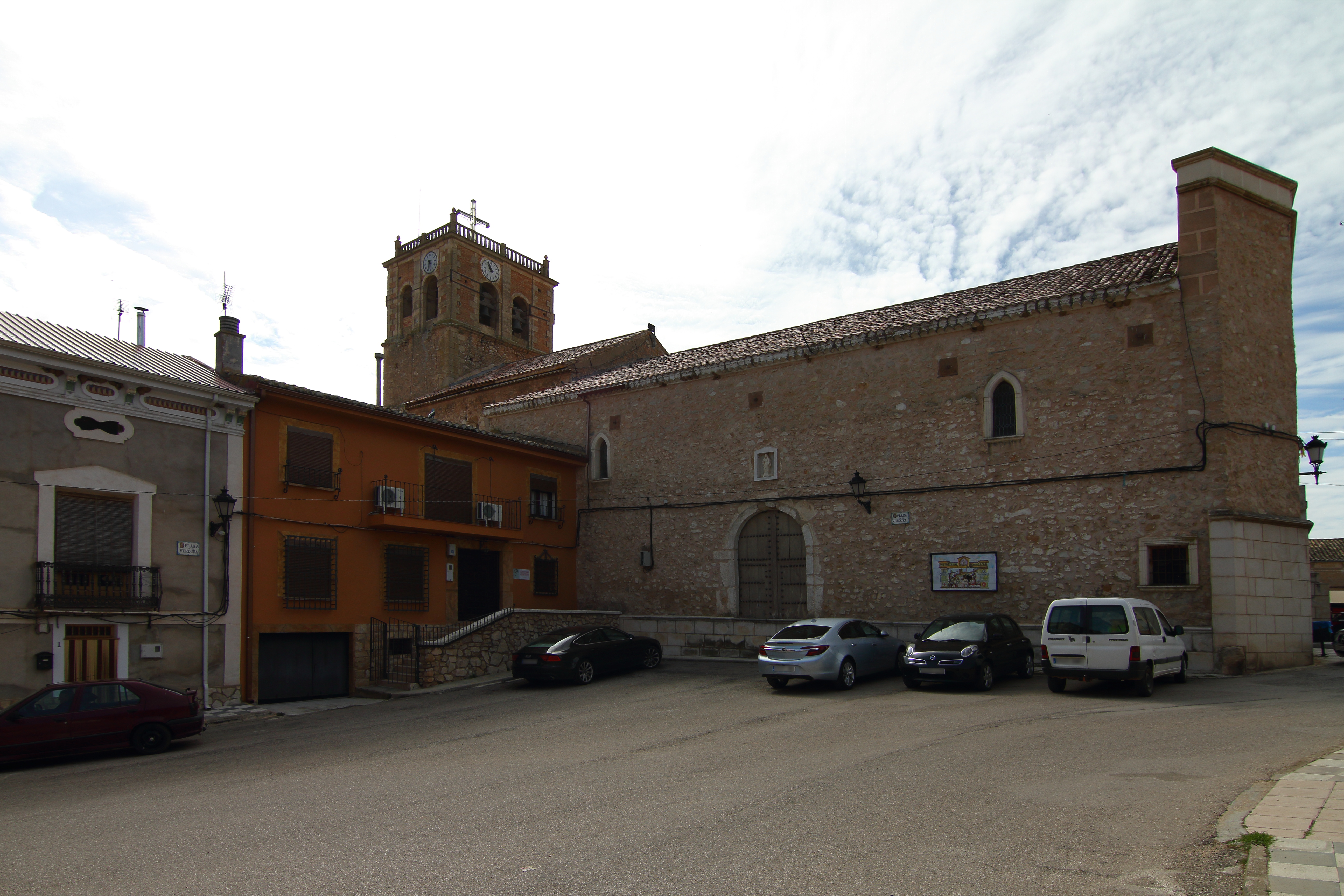
Iglesia de Santa María Magdalena

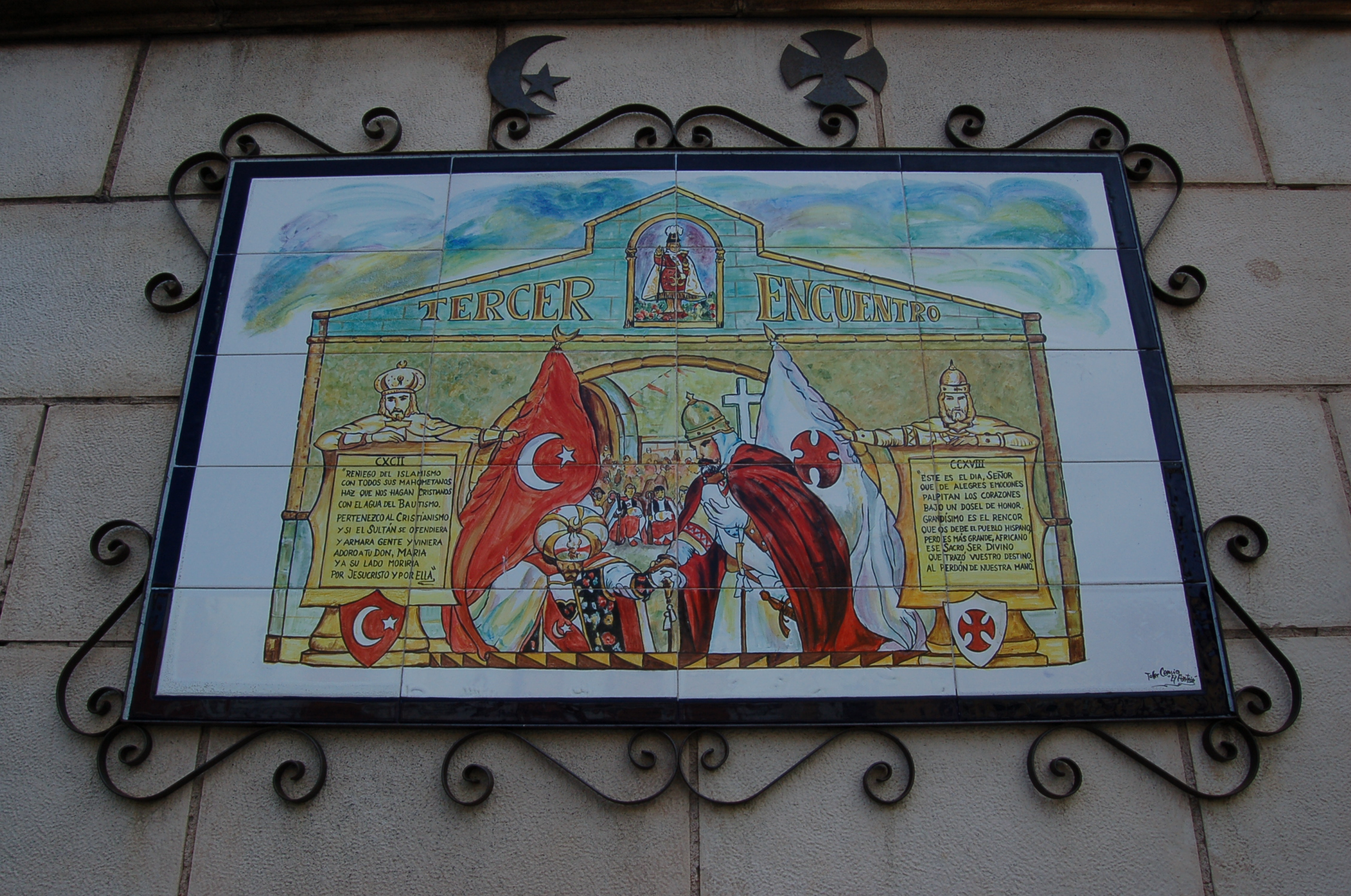
Tercer encuentro entre Moros y Cristianos.

- Moros y Cristianos, declaradas de interés turístico regional, que se celebran del 5 al 10 de enero.

En las cuales se dividen en los siguientes actos.
Día 5 de enero:
Vísperas y Refresco del Cura.
09:00 Celebración Misa de Difuntos por los hermanos fallecidos de la Compañía de Moros.
16:00 Se inicia con la recogida de Oficiales.
Una vez reunidos todos los Oficiales, pasarán a recoger al General (pudiendo ser recibidos por cualquier persona en su nombre, siempre que porte en la mano izquierda el casco o turbante, y en la mano derecha su bastón de mando).
La comitiva se encaminará a la plaza Mayor.
Para los itinerarios a seguir por las calles de la Villa, guardará la siguiente formación: en el centro de la calle el General, a su lado derecho el Tapero (Escudero), detrás el Capitán, Alférez y su abanderado.
En el lado izquierdo el mayordomo y el sargento, cerrando filas el cabo.
Esta formación se mantendrá siempre que una Compañía marche en solitario o de manera independiente.
Cuando ambas compañías marchen juntas, la Compañía de Moros ocupará el lado izquierdo de la calle, siendo el derecho para la de Cristianos. El orden a seguir dentro de su fila, desde la cabeza hacia atrás, es como sigue: Tapero (Escudero) armado con espada o Alfanje, General, Mayordomo, Capitán, Alférez, Abanderado, Sargento, la tropa y el cabo cerrando filas.
Una vez en la plaza Mayor y antes de tocar la tercera señal de campana, entramos en el templo para celebrar las vísperas. Concluido el acto religioso, nos dirigimos a la casa del Señor Párroco para que nos ofrezca el tradicional Refresco del Cura, que se compone a base de garbanzos torraos con cañamones, vino, dulces, nueces y vino dulce.
Es una obligación tradicional, que los generales den su autorización para sacar los canastillos y jarras de vino, además de escoltar el cestillo de las nueces, para que la soldadesca tome un solo puñao por hombre.
Terminado el Refresco se procede a efectuar las descargas con sus típicas ruedas de salvas y correr de banderas. Terminados estos actos en la plaza, cada la compañía por su lado, se dirigirá a la casa de sus respectivos oficiales para tomar el puñao.
Terminadas todas las colaciones, cada Compañía, se dirige a la casa de su General para efectuar la última descarga del día, dar novedades por parte del Cabo de alguna circunstancia digna de mención y despedir a la tropa con un ¡Viva el Santo Niño!
Día 6 de enero:
Día de reyes

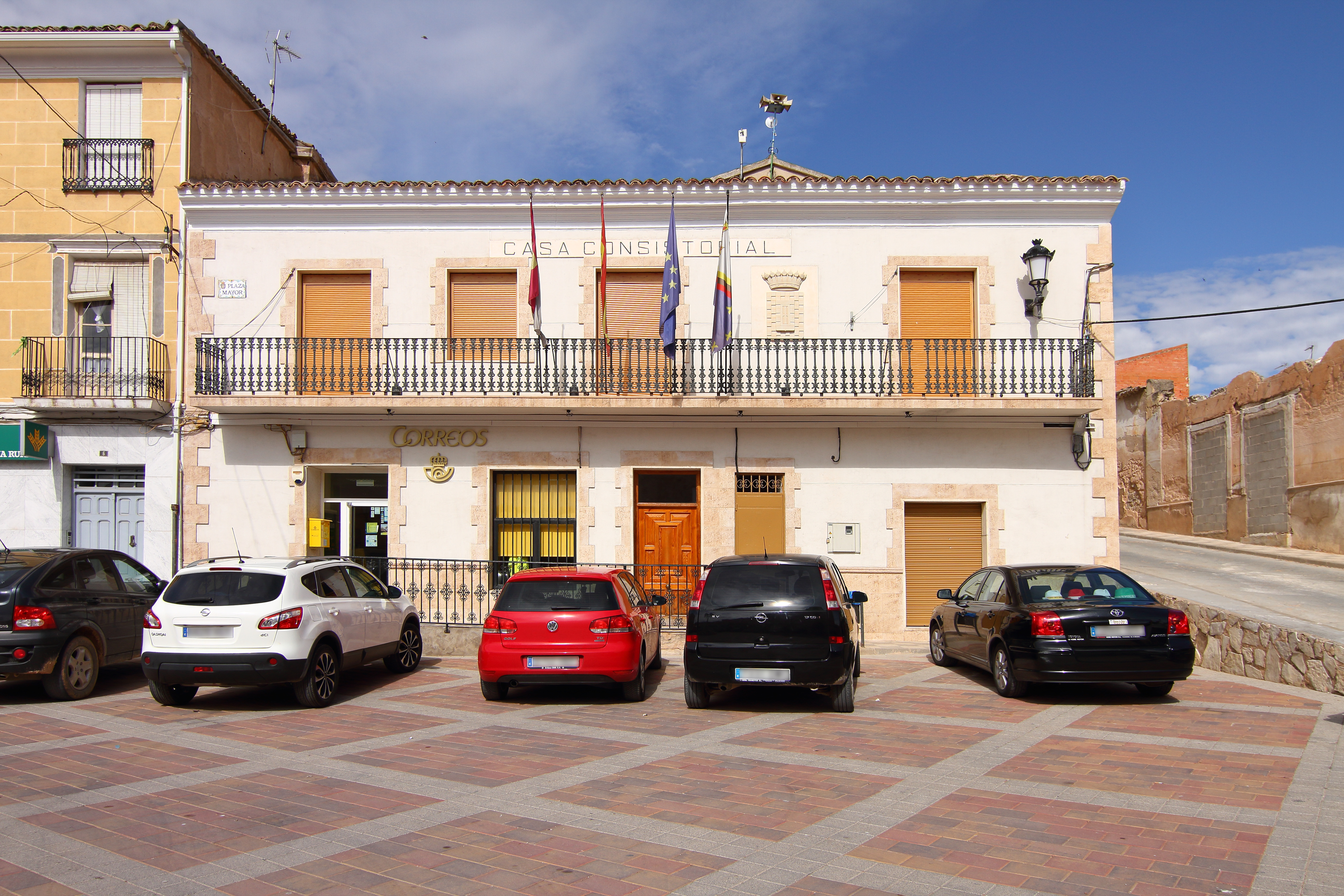
Casa consistorial

12:00 Concentración en la plaza Mayor de la villa para sacar en procesión al Santo Niño, hecho obligatorio, según la tradición, por parte de las Compañías. La procesión dará una vuelta a la plaza Mayor entre abundante salvas. Tras la procesión, dará comienzo la Santa Misa.
La disposición de las tropas, dentro del templo, será: a la izquierda del pasillo central, los Moros; A la derecha, los Cristianos. Terminada la misa, las compañías se dirigirán a la Altar Mayor para besar al Niño.
Fuera de la iglesia, las compañías realizarán las consabidas ruedas de salvas y correr de banderas. Es costumbre en este día, que alguna familia ofrezca sacar la imagen del Santo Niño en procesión en acción de gracias.
Seguidamente, ambas compañías por separado, toman el puñao en el domicilio de sus respectivos Oficiales.
16:00: “Los Alardes”
Ambas compañías celebran en la plaza Mayor “Los Alardes” consistiendo en burlas de unos a otros. Se llevan a cabo por un emisario de ambas Compañías, el cual porta en la mano izquierda el sable y en la derecha la alabarda, estas diferencias provocan la llegada a las armas que tendrá lugar el día siguiente.
Terminados todos estos actos, las Compañías por separado, recorrerán los domicilios de su respectivos oficiales para tomar el “puñao”. Finalizadas las colaciones, como de costumbre, acompañarán a sus generales a casa, realizando la última descarga del día.
Día 7 de enero:
Las guerrillas.
10:30 La oficialidad de cada compañía, por separado, se reúne en casa de su respectivo General para tomar el aguardiente y los higos en el domicilio de los oficiales.
15:30 Se celebran las “Vísperas del Niño”.
Una vez terminados los actos religiosos, las compañías se dirigen al domicilio de los mayordomos salientes para tomar el “Refresco de los Mayordomos”. Concluido este, marcharán a la plaza Mayor para realizar las descargas.
Seguidamente, cada compañía por separado, tomará camino del campo de batalla, extramuros de la villa, donde tendrán lugar “Las Guerrillas”.
Finalizada la batalla, las compañías se reúnen en la plaza Mayor a fin de dar novedades a los Generales de las bajas sufrida. Seguidamente, se realiza la tradicional colación con la toma del “puñao” en el domicilio de los Oficiales.
Día 8 de enero:
Día del Santo Niño.
(fiesta mayor)
El General y oficiales de cada compañía, se dirigen el domicilio del General de Dichos. Una vez montado en su caballo -ricamente enjaezado para la ocasión- se dirigen a la plaza Mayor para realizar el acto central de la jornada que son “Los Dichos”.
11:00: ”Los Dichos”
Realizados en tres encuentros.
Primer Encuentro:
Después de una apasionada batalla verbal, se llega a las armas, en la cual el Cristiano sale derrotado y se apoderan los Moros del Santo Niño
Segundo Encuentro:
El Cristiano sale al encuentro de los Moros para intentar convencerlos con palabras, al no llegar a un acuerdo, se entabla una nueva y encarnizada batalla en la que el Cristiano, una vez ha derrotado a los Moros, recupera el Santo Niño.
Tercer Encuentro:
El Moro, arrepentido, sale al encuentro del Cristiano para pedir perdón ante el Santo Niño y convertirse al Cristianismo. Terminado este acto se asiste a la Santa Misa, rueda de salvas en la plaza Mayor, arenga del General Cristiano, correr de banderas y descarga general en honor al “Santo Niño”
Terminado esto, las compañías por separado, proceden a tomar “el puñao” en casa de sus oficiales y, seguidamente, el general de dichos da una invitación a su compañía.
16:00 Se procede a tomar “el puñao” en casa de los Oficiale

Día 9 de enero:
Día de Mahoma
09:00 Celebración de actos religiosos.
A continuación las Compañías, junto con las Autoridades, se dirigen a casa de los Mayordomos entrantes, para que estos tomen posesión de sus cargos y ofrezcan el chocolate y bizcocho a las Compañías y Autoridades.
Seguidamente se tomará el “puñao de nueces”. Terminada la colación, se marcha por el paseo del Santo Niño hasta la plaza Mayor, donde se realizan las correspondientes descargas.
18:30 Las Compañías se reúnen en la plaza Mayor, para proceder a la toma y juramento de cargos de los nuevos Oficiales. Terminado este acto, el General Moro procede a mandar una descarga general y arenga a las Compañías.
Este día destaca por la toma de los “18 puñaos”, estos son, los de los oficiales salientes y entrantes.
Día 10 de enero:
Comida de Hermandad
Este día, se reúnen todos los oficiales, entrantes y salientes, en el domicilio de su General, en ropa de calle. Acuerdan el lugar donde se realizará la comida de hermandad. Como es tradición, después de la comida, todos los asistentes se disfrazan para terminar la fiesta con un pasacalles por toda la villa, en buena armonía.
ENLACE PARA VER EL PROGRAMA OFICIAL: https://web.archive.org/web/20160801213125/http://valverdedejucar.net/wp-content/uploads/2015/12/Libro-Moros-y-Cristianosinteractivo.pdf
- La Feria en honor a la Virgen del Espíritu Santo del 21 al 25 de septiembre con su tradicional encierre nocturno.

## Fundación Virginia Pérez Buendía
Una vecina del pueblo, Virginia Pérez Buendía, fallecida en soledad en 2014, donó toda su herencia a una fundación con su nombre que sufragará los estudios de niños del municipio que tengan un buen expediente académico y cuya familia no pueda pagar sus estudios.

## Personas notables
- Leandro Rubio Martínez (1819-1887), político y funcionario natural de la localidad, fue diputado y senador.